# Пілка (Чарнковсько-Тшцянецький повіт)
Пілка (пол. Piłka) — село в Польщі, у гміні Дравсько Чарнковсько-Тшцянецького повіту Великопольського воєводства.
Населення — 556 осіб (2011).
У 1975-1998 роках село належало до Пільського воєводства.

## Демографія
Демографічна структура станом на 31 березня 2011 року:
|          | Загалом | Допрацездатний вік | Працездатний вік | Постпрацездатний вік |
| -------- | ------- | ------------------ | ---------------- | -------------------- |
| Чоловіки | 300     | 53                 | 217              | 30                   |
| Жінки    | 256     | 62                 | 142              | 52                   |
| Разом    | 556     | 115                | 359              | 82                   |